# هیروکی ناکایاما
هیروکی ناکایاما (انگلیسی: Hiroki Nakayama؛ زادهٔ ۱۳ دسامبر ۱۹۸۵) بازیکن فوتبال اهل ژاپن است.